# Stare Resko
Stare Resko [pronunciación en polaco: /ˈstarɛ ˈrɛskɔ/] (en alemán: Ritzig) es un Asentamiento ubicado en el distrito administrativo de Gmina Połczyn-Zdrój, dentro del Condado de Świdwin, Voivodato de Pomerania Occidental, en el norte de Polonia occidental. Se encuentra aproximadamente a 13 kilómetros al suroeste de Połczyn-Zdrój, a 18 kilómetros al sureste de Świdwin, y a 97 kilómetros al este de la capital regional Szczecin.